# Апелляция

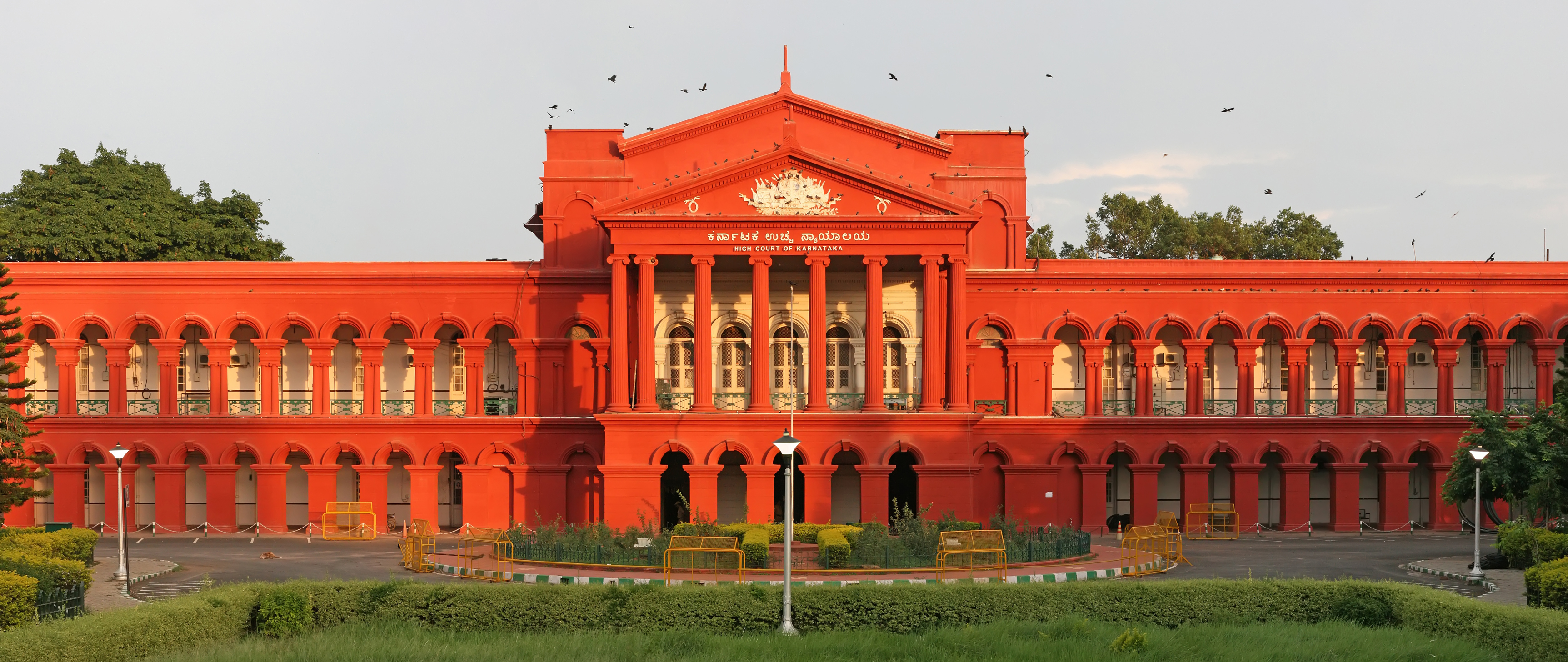
Высший суд Карнатаки (на фото здание Высшего суда) в первую очередь рассматривает апелляции из нижестоящих судов индийского штата Карнатака

Апелля́ция (от лат. appellatio — обращение) в юриспруденции — процедура по проверке не вступивших в законную силу судебных актов вышестоящим судом, определённая процессуальным законодательством. В предусмотренных законом случаях также может проводиться в отношении вступивших в законную силу решений.
В российской юридической литературе, давая характеристику апелляции, авторы нередко цитируют И. Я. Фойницкого, который писал: «Под апелляцией разумеется пересмотр высшей инстанцией обжалованного неокончательного приговора низшего суда в его основаниях как фактических, так и юридических, но в пределах принесенной жалобы. Апелляционная инстанция, подобно первой, рассматривает дело по существу и постановляет по нему приговор, совершенно заменяющий приговор низшего суда, хотя по содержанию могущий быть одинаковым с ним. Задача апелляции — дать новым разбирательствам добавочную гарантию справедливости судебного приговора. Эта добавочная гарантия состоит в привлечении к участию в деле высшего суда, более совершенные познания и опытность которого рассматриваются как дальнейшее обеспечение интересов правосудия».
В современной теории процессуального права выделяют два вида апелляции: полную и неполную.
При полной апелляции рассмотрение дела состоит в новом разбирательстве дела по существу. При этом апелляционный суд не только проверяет правильность решений суда первой инстанции, но и разрешает дело по существу. Такой вид апелляции присущ гражданскому процессу Франции, Италии, Англии, российскому дореволюционному гражданскому судопроизводству. Целями полной апелляции являются устранение ошибок суда и исправление упущений сторон. Стороны вправе предъявлять новые доказательства без ограничения, поскольку в апелляционной инстанции фактическая сторона дела исследуется в полном объёме. Суд апелляционной инстанции должен окончательно разрешить дело по существу. Возбуждение апелляционного производства невозможно без наличия решения суда первой инстанции, законность и обоснованность которого подвергается лицами, участвующими в деле, сомнению. Это сомнение выражается в доводах жалобы, основаниях, по которым решение суда считается данными лицами неправильным. В связи с этим лица, участвующие в деле, обращаются в вышестоящий суд с просьбой проверить не вступившее в законную силу решение суда. Суд апелляционной инстанции, возбудив на основании апелляционной жалобы апелляционное производство, осуществляет проверочную деятельность путём вторичного рассмотрения дела.
При неполной апелляции процесс доказывания сконцентрирован в суде первой инстанции. Апелляционный суд должен проверить решение суда на основании фактического материала, представленного сторонами в суд первой инстанции, и вынести решение по существу. Представление новых доказательств в суд апелляционной инстанции либо недопустимо (как правило) либо допускается в определённых законом (очень ограниченных) случаях. Неполная апелляция существует, например, в гражданском судопроизводстве Австрии и Германии.
Вторичное рассмотрение дела судом апелляционной инстанции может иметь место только исключительно тогда, когда закон при строго определённых условиях допускает принятие и исследование доказательств, которые вследствие, например, судебной ошибки не были исследованы в суде первой инстанции, что повлекло за собой принятие незаконного и необоснованного решения. В данном случае вторичное рассмотрение дела осуществляется судом апелляционной инстанции не в полном объёме, а только в части исследования новых доказательств, что позволит установить наличие или отсутствие обстоятельства, имеющего значение для правильного разрешения дела.

## Апелляция вРоссии

### История развития
Институт пересмотра судебного решения вышестоящим судом начинает своё существование с конца XV — начала XVI века. Так, в Судебнике 1497 года в статье 16 определяется размер пошлин с докладного списка. Докладной список представлял собой протокол заседания (судный список) суда первой инстанции, передававшийся на рассмотрение (доклад) вышестоящей инстанции, которая давала указание, как решить дело. Решение вышестоящей инстанции писалось на оборотной стороне судного списка и являлось основанием для выдачи правой грамоты судом первой инстанции. Основанием для доклада являлись сомнения судьи, возникающие из трудности дела или неясности права, ограниченная компетенция судьи и разногласия судей при совместном суде. Решение вышестоящей инстанции по докладу выносилось на основе фактического пересмотра всех материалов дела. Таким образом, институт доклада являлся зародышем апелляционного производства в России.
Статья 64 Судебника 1497 года определяет порядок пересмотра дел по жалобе сторон, так называемый пересуд, упоминаемый ст. 3 Новгородской Судной грамоты и договорной грамотой Новгорода 1470—1471 гг. с польским королём Казимиром. В отличие от доклада, когда дело поступало на рассмотрение вышестоящей инстанции независимо от желания сторон, пересуд наступал лишь по жалобе стороны и мог быть прекращён, если во время доклада обе стороны признают правильность судного списка. Пересуд допускался не по любому делу, а лишь в тех случаях, когда одна из сторон оболживит, то есть подвергнет сомнению, судный список (протокол судебного заседания), а также при решении дела полем (а с поля со всякого пересуд)
20 ноября 1864 г. были утверждены и вступили в силу основные акты судебной реформы.

Учреждались две судебные инстанции: участковый мировой судья и уездный съезд мировых судей. Уезд (или город) в России территориально делился на несколько судебных участков, в которых и образовалась должность участкового мирового судьи. Второй инстанцией был съезд мировых судей, включавший всех участковых и почетных мировых судей уезда.

Уездный съезд мировых судей как вторая инстанция действовал коллегиально в составе не менее трёх судей. Он рассматривал дела по жалобам на решения мировых судей в апелляционном порядке, то есть по существу, в полном объёме. Стороны могли представлять новые доказательства, просить о допросе новых свидетелей, ссылаться на новые факты и т. д. Но они были не вправе предъявлять новые требования, не предъявленные в суде первой инстанции.

Такая организация апелляционной инстанции существовала только в Центральной России. В Сибири, как и в Закарпатье, второй (апелляционной) инстанцией для мировых судей был окружной суд. Не было съездов мировых судей и на территории Средней Азии и Казахстана.

Апелляционной инстанцией для окружных судов были судебные палаты. Апелляционный суд должен был решить дело, не возвращая его в суд первой инстанции к новому рассмотрению и решению.

Рассмотрение и разрешение дел в мировых судах отмечались доброкачественностью и высокой степенью объективности принимаемых решений.
С 70-х годов XIX в. в период реакции Судебная реформа была подвергнута коренному пересмотру. В частности, институт мировых судей в России просуществовал недолго. Уже в 1889 г. Александром III были утверждены Положения о земских участковых начальниках и Правила об устройстве судебной части в местностях. Дела, предоставленные ведению мировых судей, распределялись между земскими начальниками и городскими судьями, с одной стороны, и уездными членами окружных судов — с другой. Второй инстанцией для земских начальников и городских судей сделаны уездные съезды, образуемые из них же с участием почётных мировых судей, которые сохранялись повсюду, а для уездных окружных судов — окружные суды.

Законом от 15 июня 1912 г. институт мировых судей был восстановлен, однако его зависимость от Министерства юстиции возросла.
Произошли изменения и в апелляционной инстанции мировых судов. Председатель съезда мировых судей теперь назначался по представлению министра юстиции из лиц, которые могли занимать должности по судебному ведомству не ниже члена окружного суда, либо из участковых мировых судей, прослуживших в этой должности не менее трёх лет. Значительно расширялась подсудность мирового суда по сравнению с Судебными уставами 1864 г.
В 1917 г. институт апелляции прекратил своё существование в гражданском судопроизводстве нашей страны. Декретом СНК от 24 ноября 1917 г. N 1 «О суде» было определено советское судопроизводство, не предусматривающее возможности апелляционного обжалования судебных постановлений. Статья 2 Декрета гласила: «Решения местных судов окончательны и обжалованию в апелляционном порядке не подлежат».

Исчезновение института апелляции в советский период прежде всего было связано с необходимостью построения новой судебной системы в рамках нового государства. Постепенно формируется и развивается кассационная инстанция как основной институт устранения судебных ошибок в советском гражданском процессе.
Неприемлемость апелляции для советского гражданского процесса многими процессуалистами объяснялась и тем, что в советском судоустройстве основным звеном судебной системы являлся народный суд, наиболее близкий к населению. Установление над ним апелляционной инстанции, повторяющей всю процедуру судебного разбирательства, неизбежно привело бы к перегрузке апелляционного суда, дублированию во второй инстанции уже проведённого в первой инстанции рассмотрения дела по существу, замедлению процесса.
В постсоветский период впервые апелляция, как стадия пересмотра судебного решения, была введена с принятием Арбитражного процессуального кодекса от 05.05.1995 года. В дальнейшем, с учреждением мировой юстиции, районные суды стали выступать как апелляционная инстанция по отношению к вынесенным мировыми судьями решениям и приговорам. В 2000 г. ГПК РСФСР был дополнен главой 35.1 ГПК РСФСР, предусматривающей апелляционный порядок пересмотра решений и определений мировых судей по гражданским делам. Возможность апелляционного пересмотра судебных актов, вынесенных мировыми судьями, по уголовным делам введена Уголовно-процессуальным кодексом от 18 декабря 2001 года. Пересмотр решений судов общей юрисдикции в апелляционном порядке по гражданским делам введён с 2012 года Федеральным законом от 09.12.2010 № 353-ФЗ, и по уголовным делам с 2013 года Федеральным законом от 29.12.2010 № 433-ФЗ. Соответствующие изменения в организации деятельности судов внесены Федеральный конституционным законом от 07.02.2011 № 1-ФКЗ.

### Апелляция в современный период
По российскому праву в порядке апелляционного производства вышестоящая судебная инстанция производит проверку решения нижестоящего суда, после чего либо утверждает обжалованное решение, либо, отменив его, выносит новое. При апелляции пересматривается решение суда не по отдельным процессуальным вопросам, а по существу всего дела в целом.

В России судами апелляционной инстанции являются: в судах общей юрисдикции — районные суды (с 1 января 2012 года по гражданским делам и с 1 января 2013 года по уголовным делам — суды субъектов федерации, с 1 октября 2019 года — апелляционные суды общей юрисдикции), в арбитражных судах — апелляционные арбитражные суды.
Суд апелляционной инстанции не только вправе отменить решение суда первой инстанции, но и изменить его. То есть когда судом правильно установлены обстоятельства дела, но неправильно определены нормы материального права, либо когда по существу верно определены юридически значимые обстоятельства дела, но не верно произведен расчет взыскиваемой суммы. Кроме того, суд апелляционной инстанции может прекратить производство по делу, применительно к гражданскому делу. Примером прекращения гражданского дела является случай, когда дело не подлежит разрешению в порядке гражданского судопроизводства. Например, установлен иной обязательный внесудебный порядок разрешения дела, например, изменение записи в акте гражданского состояния в органе ЗАГС. Правовые основания внесения дополнения: ГПК РФ.

## Апелляция воФранции
Во Франции понятие апелляции появилось примерно в XIII веке. В это время апелляция носила характер личного обвинения судьи в несправедливости. Судья с оружием в руках отстаивал принятое им решение. Такие поединки были закреплены в Établissements de Saint Louis 1270 года, который учредил особые апелляционные суды.
С изданием Ордонансов 1667 года апелляция становится жалобой не на судью, а на решение суда.
В 1579 году Указом Генриха III было постановлено, что все решения, противоречащие королевским указам, должны быть признаны ничтожными.
С 1796 года была сделана попытка рассматривать апелляционные жалобы на решения судов первой инстанции в той же инстанции. Однако вскоре было принято решение об учреждении двух судебных инстанций для рассмотрения дел по существу, где в качестве второй инстанции были установлены апелляционные суды, окончательно созданные в 1810 году.
Таким образом, во Франции сформировались два способа обжалования судебных постановлений — кассация и апелляция, которые были закреплены в ГПК 1806 года. Данный порядок обжалования был оставлен и в ГПК 1976 года.